# Gare de Bayard
La gare de Bayard est une gare ferroviaire française de la ligne de Blesme - Haussignémont à Chaumont, située sur le territoire de la commune de Bayard-sur-Marne, dans le département de la Haute-Marne en région Grand Est. 
C'est une halte voyageurs de la Société nationale des chemins de fer français (SNCF) desservie par des trains TER Grand Est.

## Situation ferroviaire
Établie à 165 mètres d'altitude, la gare de Bayard est située au point kilométrique (PK) 249,255 de la ligne de Blesme - Haussignémont à Chaumont, entre les gares d'Eurville et de Chevillon.

## Fréquentation
Selon les estimations de la SNCF, la fréquentation annuelle de la gare figure dans le tableau ci-dessous.
| Année     | 2015  | 2016  | 2017  | 2018  | 2019 | 2020 | 2021 | 2022 | 2023 | 2024 |
| --------- | ----- | ----- | ----- | ----- | ---- | ---- | ---- | ---- | ---- | ---- |
| Voyageurs | 2 037 | 1 730 | 1 296 | 2 074 | 981  | 193  | 145  | 119  | 66   | 89   |

## Service des voyageurs

### Accueil
Halte SNCF, c'est un point d'arrêt non géré (PANG) à accès libre.

### Desserte
Bayard est desservie par les trains TER Grand Est qui effectuent des missions entre les gares de Saint-Dizier et de Chaumont.

### Intermodalité
Le stationnement des véhicules est possible à proximité. Elle est desservie par des cars TER Grand Est de la ligne Saint-Dizier - Joinville.